# Louis Brandeis House
Das Louis Brandeis House ist das als National Historic Landmark im National Register of Historic Places eingetragene ehemalige Wohnhaus des US-Bundesrichters Louis Brandeis, das er von 1922 bis 1941 als Sommerfrische nutzte. Es steht auf dem Stadtgebiet von Chatham im Bundesstaat Massachusetts der Vereinigten Staaten und ist noch heute im Besitz der Familie.

## Beschreibung
Das Haus steht inmitten eines großen Feldes, ist jedoch von einer fast 4 m hohen Hecke umgeben, sodass auch aus der Nähe zunächst lediglich das Dach zu sehen ist. Das zu Beginn des 19. Jahrhunderts errichtete Gebäude ist eineinhalb Stockwerke hoch und verfügt über ein steil ausgeführtes Giebeldach, in das vermutlich Anfang des 20. Jahrhunderts Dachgauben eingelassen wurden. Die Fenster können mit blauen Fensterläden gesichert werden. Gemeinsam mit den Dachgauben wurden eine zweistöckige Küche sowie ein weiterer, einstöckiger Anbau hinzugefügt, der eine Waschküche, ein Bedienstetenzimmer, drei Gästezimmer und eine Garage enthält.
Rund 25 ft (7,6 m) nordwestlich des Haupthauses steht eine kleinere Hütte, die weitere Schlafmöglichkeiten enthielt. Auf dem Weg dorthin stand einst eine Windmühle, die das Haus mit Trinkwasser versorgte. Sie wurde jedoch 1944 durch einen Hurrikan zerstört. Das Haus ist weitgehend im Originalzustand erhalten und wurde regelmäßig instand gesetzt.
Im Inneren führt ein Korridor bis zum Kamin. Links führt eine Tür in das Wohnzimmer, rechts in das Schlafzimmer. Beide Räume führen in das rückwärtig gelegene große Speisezimmer. In der nordöstlichen Ecke befinden sich eine Toilette und ein kleines Badezimmer.